# Café Society (életstílus)

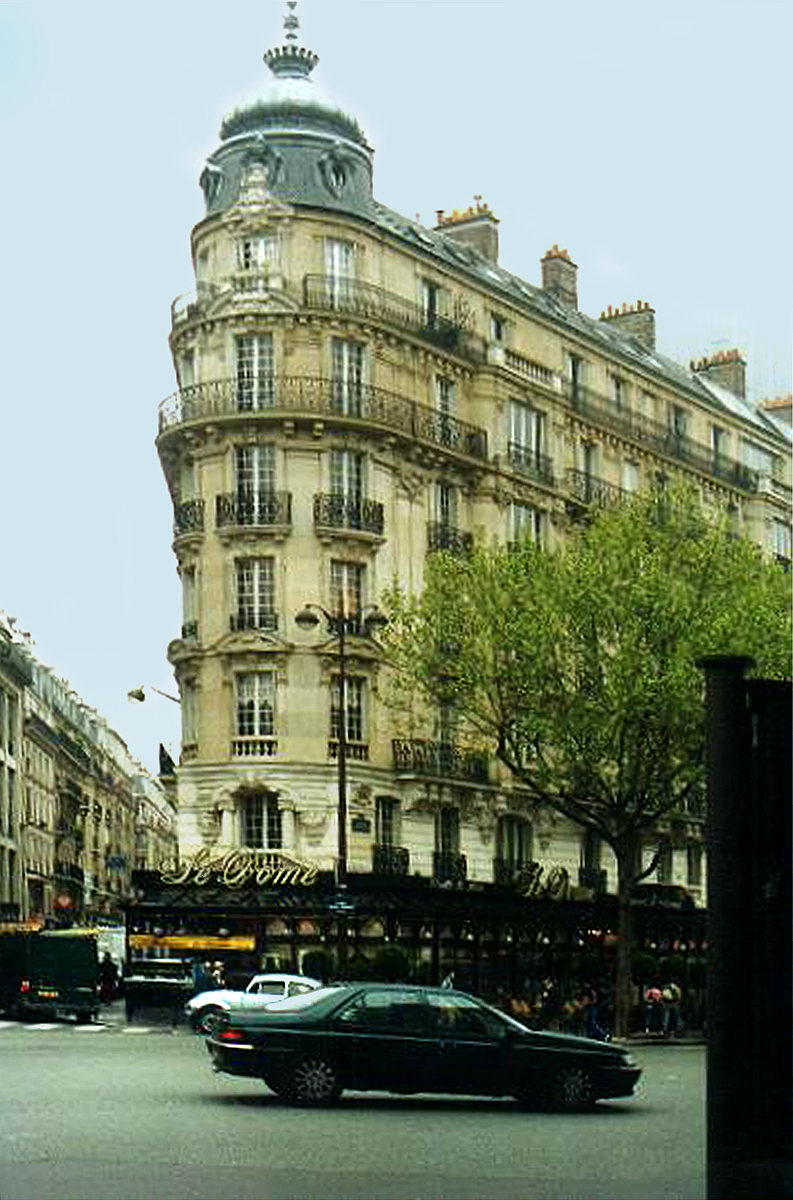
Le Dôme Café, Párizs

A Café Society a 19. század végétől kezdődően a New York-i, párizsi és londoni divatos kávézókban és éttermekben összegyűlt "szép emberek" és "ragyogó fiatalemberek" leírása volt. Maury Henry Biddle Paulnak tulajdonítják a café society kifejezés 1915-ös megalkotását.
A tagok részt vettek egymás privát vacsoráin és báljain, és egzotikus helyeken vagy elegáns üdülőhelyeken nyaraltak. Az Egyesült Államokban a café society a szesztilalom 1933 decemberében bekövetkezett megszűnésével és a fotóriporterek megjelenésével került előtérbe, azzal a céllal hogy leírják az emberek azon csoportját, akik hajlamosak voltak félig-meddig nyilvánosan - éttermekben és éjszakai klubokban - szórakozni, és akik között filmsztárok és sporthírességek is voltak. A café society tagjai által látogatott amerikai éjszakai klubok és New York-i éttermek közé tartozott a 21 Club, az El Morocco, a Restaurant Larue és a Stork Club.

## Fordítás
- Ez a szócikk részben vagy egészben  a   Café Society című angol Wikipédia-szócikk ezen változatának fordításán alapul.  Az eredeti cikk szerkesztőit annak laptörténete sorolja fel. Ez a jelzés csupán a megfogalmazás eredetét és a szerzői jogokat jelzi, nem szolgál a cikkben szereplő információk forrásmegjelöléseként.